# Kwakum
Kwakum (auch Abakoum, Abakum, Akpwakum, Bakum, Kpakum und Pakum) ist eine Bantusprache und wird von circa 10.000 Menschen in Kamerun gesprochen.
Sie ist in den Départements Haut-Nyong und Lom-et-Djérem in der Region Est verbreitet.

## Klassifikation
Kwakum ist eine Nordwest-Bantusprache und bildet mit den Sprachen Kako und Pol die Kako-Gruppe, die als Guthrie-Zone A90 klassifiziert wird.
Sie hat die Dialekte Kwakum, Beten (auch Bethen und Petem), Til und Baki (auch Mbaki).